# یان پشک
یان پشِـک (لهستانی: Jan Peszek؛ زادهٔ ۱۳ فوریهٔ ۱۹۴۴) بازیگر اهل لهستان است.
از فیلم‌ها یا مجموعه‌های تلویزیونی که وی در آن‌ها نقش داشته‌است، می‌توان به دست‌به‌کار شو، برادر، یک ورشویی، یاوه‌نویس،‌ مرگ همچون یک تکه نان، شخص خیلی مهم، کورچاک، زندگی برای زندگی: ماکسیمیلیان کلبه و خانواده جایگزین اشاره نمود.
وی همچنین برندهٔ جوایزی همچون گلوریا آرتیس شده‌است.